# 爆天ラジオ
爆天ラジオ（ばくてんラジオ）は、アニメ『爆裂天使』の関連番組として音泉で配信されていたインターネットラジオ番組。パーソナリティは豊口めぐみ（メグ 役）、渡辺明乃（ジョウ 役）。

## コーナー
- 早口ガンマン
- ふたり爆天
- 次回予告